# Municipio de Xochiatipan
El municipio de Xochiatipan es uno de los ochenta y cuatro municipios que conforman el estado de Hidalgo en México. La cabecera municipal es la localidad de Xochiatipan y la localidad más poblada es Ohuatipa.
El municipio se localiza al norte del territorio hidalguense entre los paralelos 20°46′ y 20°57′ de latitud norte; los meridianos 98°13′ y 98°22′ de longitud oeste; con una altitud de entre 200 y 1000 m s. n. m. Este municipio cuenta con una superficie de 135.41 km², y representa el 0.65 % de la superficie del estado; dentro de la región geográfica denominada como Huasteca hidalguense.
Colinda al norte con los municipios de Yahualica, Atlapexco, Huautla y el estado de Veracruz de Ignacio de la Llave; al este con el estado de Veracruz de Ignacio de la Llave y al sur con el estado de Veracruz de Ignacio de la Llave; al oeste con el estado de Veracruz de Ignacio de la Llave y el municipio de Yahualica.

## Toponimia
La palabra Xochiatipan proviene del náhuatl Xóchitl ‘flor’, atl ‘agua’ y pan ‘lugar’; por lo que su significado es «Entre las aguas de las flores».

## Geografía

### Relieve e hidrográfica
En cuanto a fisiografía se encuentra dentro de las provincia de la Sierra Madre Oriental; dentro de la subprovincia del Carso Huasteco. Su territorio es completamente sierra.
En cuanto a su geología corresponde al periodo paleógeno (92.68%) y cuaternario (7.0%). Con rocas tipo sedimentaria: lutita–arenisca (92.68%) Suelo: aluvial (7.0%). En cuanto a cuanto a edafología el suelo dominante es luvisol (82.68%) y phaeozem (17.0%).
En lo que respecta a la hidrología se encuentra posicionado en la región hidrológica del Pánuco (3.0%); en las cuencas del río Moctezuma; dentro de las subcuenca del río Calabozo. En el municipio se encuentra el río Garcés, que lo limita con Yahualica.

### Clima
El municipio presenta un clima, Semicálido húmedo con lluvias todo el año. Registra una temperatura media anual de 20 °C y una precipitación pluvial de 1923 milímetros por año.

### Ecología
En flora tiene una vegetación formada por selva mediana y matorrales. En cuanto a fauna se cuenta con venado, jabalí y conejo, también cuenta con reptiles como la víbora, además existen algunas aves como pato, águila y halcón.

## Demografía

### Población
De acuerdo a los resultados que presentó el Censo Población y Vivienda 2020 del INEGI, el municipio cuenta con un total de 18 260 habitantes, siendo 8843 hombres y 9417 mujeres. Tiene una densidad de 134.8 hab/km², la mitad de la población tiene 27 años o menos, existen 93 hombres por cada 100 mujeres.
El porcentaje de población que habla lengua indígena es de 90.63 %, en el municipio se hablan principalmente Náhuatl de la Huasteca hidalguense. El porcentaje de población que se considera afromexicana o afrodescendiente es de 1.79 %.
Tiene una Tasa de alfabetización de 97.6 % en la población de 15 a 24 años, de 68.5 % en la población de 25 años y más. El porcentaje de población según nivel de escolaridad, es de 19.3 % sin escolaridad, el 64.0 % con educación básica, el 13.6 % con educación media superior, el 3.1 % con educación superior, y 0.1 % no especificado.
El porcentaje de población afiliada a servicios de salud es de 90.9 %. El 19.6 % se encuentra afiliada al IMSS, el 74.3 % al INSABI, el 2.0 % al ISSSTE, 5.8 % IMSS Bienestar, 0.2 % a las dependencias de salud de PEMEX, Defensa o Marina, 0.1 % a una institución privada, y el 2.8 % a otra institución. El porcentaje de población con alguna discapacidad es de 5.4 %. El porcentaje de población según situación conyugal, el 43.7 % se encuentra casada, el 30.1 % soltera, el 17.6 % en unión libre, el 2.0 % separada, el 0.1 % divorciada, el 6.5 % viuda.
Para 2020, el total de viviendas particulares habitadas es de 4361 viviendas, representa el 0.5 % del total estatal. Con un promedio de ocupantes por vivienda 4.2 personas. Predominan las viviendas con tabique y block. En el municipio para el año 2020, el servicio de energía eléctrica abarca una cobertura del 97.3 %; el servicio de agua entubada un 7.0 %; el servicio de drenaje cubre un 71.2 %; y el servicio sanitario un 96.3 %.

### Localidades
Para el año 2020, de acuerdo al Catálogo de Localidades, el municipio cuenta con 42 localidades.
| Código INEGI | Localidad                                    | Población (2020) | Porcentaje (%) | Ámbito Población | Categoría Población |
| ------------ | -------------------------------------------- | ---------------- | -------------- | ---------------- | ------------------- |
| 130780017    | Ohuatipa                                     | 2305             | 12.62          | Rural            | Comunidad           |
| 130780001    | Xochiatipan                                  | 1593             | 8.72           | Urbana           | Cabecera municipal  |
| 130780018    | Pachiquitla                                  | 1156             | 6.33           | Rural            | Comunidad           |
| 130780014    | Ixtaczoquico                                 | 864              | 4.73           | Rural            | Comunidad           |
| 130780025    | Texoloc                                      | 842              | 4.61           | Rural            | Comunidad           |
| 130780026    | Tlaltecatla                                  | 800              | 4.38           | Rural            | Comunidad           |
| 130780028    | Xocotitla                                    | 605              | 3.31           | Rural            | Comunidad           |
| 130780020    | Pocantla                                     | 598              | 3.27           | Rural            | Comunidad           |
| 130780002    | Acanoa                                       | 589              | 3.23           | Rural            | Comunidad           |
| 130780021    | Pohuantitla                                  | 589              | 3.23           | Rural            | Comunidad           |
| 130780003    | Acatipa                                      | 537              | 2.94           | Rural            | Comunidad           |
| 130780013    | Chiapa                                       | 523              | 2.86           | Rural            | Comunidad           |
| 130780022    | Santiago II                                  | 513              | 2.81           | Rural            | Comunidad           |
| 130780019    | Pesmayo                                      | 501              | 2.74           | Rural            | Comunidad           |
| 130780011    | Cruzhica                                     | 474              | 2.60           | Rural            | Ranchería           |
| 130780016    | Nanayatla                                    | 452              | 2.48           | Rural            | Ranchería           |
| 130780024    | Tenexhueyac                                  | 433              | 2.37           | Rural            | Ranchería           |
| 130780008    | Atlalco                                      | 419              | 2.29           | Rural            | Ranchería           |
| 130780030    | El Zapote                                    | 417              | 2.28           | Rural            | Ranchería           |
| 130780029    | Zacatlán                                     | 400              | 2.19           | Rural            | Ranchería           |
| 130780027    | Xilico                                       | 341              | 1.87           | Rural            | Ranchería           |
| 130780048    | San Miguel                                   | 324              | 1.77           | Rural            | Ranchería           |
| 130780023    | Tecopia                                      | 308              | 1.69           | Rural            | Ranchería           |
| 130780010    | Cocotla                                      | 297              | 1.63           | Rural            | Ranchería           |
| 130780007    | Atlajco                                      | 282              | 1.54           | Rural            | Ranchería           |
| 130780032    | Nuevo Coyolar                                | 261              | 1.43           | Rural            | Ranchería           |
| 130780004    | Acomul                                       | 241              | 1.32           | Rural            | Ranchería           |
| 130780006    | Amolo                                        | 192              | 1.05           | Rural            | Ranchería           |
| 130780038    | Xóchitl                                      | 183              | 1.00           | Rural            | Ranchería           |
| 130780033    | Nuevo Acatepec (Mezcalapa)                   | 180              | 0.99           | Rural            | Ranchería           |
| 130780034    | Ixtakuatitla                                 | 169              | 0.93           | Rural            | Ranchería           |
| 130780047    | San Miguel                                   | 155              | 0.85           | Rural            | Ranchería           |
| 130780031    | Santiago I                                   | 155              | 0.85           | Rural            | Ranchería           |
| 130780052    | Linda Vista                                  | 135              | 0.74           | Rural            | Ranchería           |
| 130780041    | Hueyajtetl                                   | 130              | 0.71           | Rural            | Ranchería           |
| 130780005    | Ahuatitla (Aguayo)                           | 119              | 0.65           | Rural            | Ranchería           |
| 130780035    | Tectzonquiliapa                              | 116              | 0.64           | Rural            | Ranchería           |
| 130780054    | Barrio Buena Vista (Prisco Manuel) [Colonia] | 38               | 0.21           | Rural            | Ranchería           |
| 130780053    | La Providencia                               | 13               | 0.07           | Rural            | Ranchería           |
| 130780040    | Ocuilapa                                     | 6                | 0.03           | Rural            | Ranchería           |
| 130780049    | Tonalixco                                    | 3                | 0.02           | Rural            | Ranchería           |
| 130780042    | Xochititla                                   | 2                | 0.01           | Rural            | Ranchería           |

## Política
Se erigió como municipio el 6 de marzo de 1827. El Honorable Ayuntamiento está compuesto por: un presidente municipal, un síndico, ocho regidores, 37 delegados municipales y 25 comisariados ejidales. De acuerdo al Instituto Nacional electoral (INE) el municipio está integrado por 13 secciones electorales, de la 1563 a la 1575. Para la elección de diputados federales a la Cámara de Diputados de México y diputados locales al Congreso de Hidalgo, se encuentra integrado al I Distrito Electoral Federal de Hidalgo y al III Distrito Electoral Local de Hidalgo. A nivel estatal administrativo pertenece a la Macrorregión IV y a la Microrregión XII, además de a la Región Operativa VIII Tlanchinol.

### Cronología de presidentes municipales
| Periodo                  | Nombre                      | Afiliación política        |
| ------------------------ | --------------------------- | -------------------------- |
| 1944-1946                | Jesús Pérez Gómez           | -                          |
| 1946-1949                | Erasmo Bustos Sumaya        | -                          |
| 1949-1952                | Porfirio Morales            | -                          |
| 1952-1955                | Pedro Bustos Rivera         | -                          |
| 1955-1958                | Moisés Pérez Villegas       | -                          |
| 1958-1961                | Nicandro Castillo Gómez     | -                          |
| 1961-1964                | Pedro Bustos Rivera         | -                          |
| 1964-1967                | Moisés Pérez Villegas       | -                          |
| 1967-1970                | Humberto Hernández Pérez    | -                          |
| 1970-1973                | Zozimo Pérez Martínez       | -                          |
| 1973-1976                | Pablo Beltrán Pérez         | -                          |
| 1976-1979                | Gaudencio Oviedo Cerecedo   | -                          |
| 1979-1982                | Felipe Bustos Hernández     | -                          |
| 1982-1985                | Jacinto Busto Cerecedo      | -                          |
| 1985-1988                | Sabino Hernández Flores     | -                          |
| 1988-1991                | Paulino Bustos Bautista     | -                          |
| 1991-1994                | Eugenio Pérez Alvarado      | -                          |
| 16/01/1994 al 15/01/1997 | Artemio Gutiérrez Magdalena | PRI                        |
| 16/01/1997 al 15/01/2000 | Rafael Manuel Olvera        | PRI                        |
| 16/01/2000 al 15/01/2003 | Diego Bautista Sánchez      | PRI                        |
| 16/01/2003 al 15/01/2006 | Dagoberto Pérez Silva       | PRI                        |
| 16/01/2006 al 15/01/2009 | Prisco Manuel Gutiérrez     | PAN                        |
| 16/01/2009 al 15/01/2012 | Martín Hernández Bautista   | PRD                        |
| 16/01/2012 al 04/09/2016 | Pedro Bustos Hinojosa       | PRI                        |
| 05/09/2016 al 04/09/2020 | Manolo Gutiérrez Hernández  | PAN                        |
| 05/09/2020 al 14/12/2020 | Artemio Gutiérrez del Ángel | Concejo Municipal Interino |
| 15/12/2020 al 04/09/2024 | Óscar Bautista Gutiérrez    | PAN                        |
| 05/09/2024 al 04/09/2027 | Erika Hernández Ramírez     | PAN                        |

## Economía
En 2015 el municipio presenta un IDH de 0.586 Medio, por lo que ocupa el lugar 84.º a nivel estatal; y en 2005 presentó un PIB de $333,472,036.00 pesos mexicanos, y un PIB per cápita de $18,366.00 (precios corrientes de 2005).
De acuerdo con el Consejo Nacional de Evaluación de la Política de Desarrollo Social (Coneval), el municipio registra un Índice de Marginación Muy Alto. El 35.3% de la población se encuentra en pobreza moderada y 54.5% se encuentra en pobreza extrema. En 2015, el municipio ocupó el lugar 83 de 84 municipios en la escala estatal de rezago social.
A datos de 2015, en materia de agricultura se cuenta con 5677 hectáreas las cuales se utilizan para la agricultura y en donde encontramos que se cultivan principalmente productos como el maíz, frijol, naranja y caña de azúcar. En ganadería se cría ganado bovino contando con 941 cabezas de las cuales se produce leche y carne, 224 cabezas de ganado ovino, 2904 de ganado porcino y 29 039 aves de postura y engorda; y 4310 colmenas de las cuales se obtiene la producción de miel y cera de abeja.
Para 2015 se cuenta con 154 unidades económicas, que generaban empleos para 480 personas. En lo que respecta al comercio, se cuenta con veintiséis tiendas Diconsa y seis lecheras Liconsa. De acuerdo con cifras al año 2015 presentadas en los censos económicos del INEGI, la Población Económicamente Activa (PEA) del municipio asciende a 4721 personas de las cuales 4490 se encuentran ocupadas y 231 se encuentran desocupadas. El 62.87%, pertenece al sector primario, el 17.19% pertenece al sector secundario, el 19.36% pertenece al sector terciario y el 0.58% no especificaron.